# Ngawang Phulchung
Ngawang Phulchung (tibétain : ངག་དབང་ཕུལ་བྱུང, Wylie : ngag dbang phul byung), né en 1965, village de Yamda, Comté de Toelung Dechen, préfecture de Lhassa, est un moine tibétain qui fut emprisonné par le gouvernement de la République populaire de Chine lors des troubles au Tibet en 1987 et 1989. Il a été condamné à 19 ans de prison le 30 novembre 1989. Il fut libéré en 2007 après plus de 18 ans de prison.

## Formation monastique
En 1984, il a rejoint le monastère de Drepung où il a prononcé ses vœux de moine et obtenu le titre de Geshe (Docteur en Philosophie bouddhiste).

## Condamnation
À la suite de l'attribution du prix Nobel de la paix au  14e dalaï-lama, les autorités chinoises renouant avec les pires rites maoïstes-staliniens condamnèrent Ngawang Phulchung le 30 novembre 1989 à 19 ans de prison, tandis que 10 autres moines furent aussi condamnés pour indépendantisme à des sentences de prison lors d'une séance publique à laquelle 1 500 personnes furent forcées d'assisiter.
Ngawang Phulchung et vingt autres personnes ont été durement sanctionnés pour avoir protesté contre le transfert, le 27 avril 1991, de cinq prisonniers de Drapchi, dont deux ont remis à James R. Lilley (en), alors ambassadeur des États-Unis en Chine, une lettre sur la torture et les mauvais traitements en prison.
Ngawang Phulchung a été libéré après avoir passé plus de 18 ans en prison. Il a été condamné pour avoir, en particulier, diffusé la traduction en tibétain de la déclaration universelle des droits de l'homme, considérée par les autorités chinoises comme une « littérature subversive ». 